# Grigori Landau
Pour les articles homonymes, voir Landau.
Grigori Adolfovitch Landau (en russe : Григорий Адольфович Ландау ; 1877-1941) est un philosophe et critique de l'émigration russe à Berlin. 
Il appartient à la rédaction de Roul, dans lequel il consacre un article à Vladimir Dmitrievitch Nabokov (le père de Vladimir Nabokov) après son assassinat en 1922.